# Dansk Melodi Grand Prix 2005
Dansk Melodi Grand Prix 2005 var den danske sangkonkurrence om at deltage i Eurovision Song Contest 2005 i Ukraine. Konkurrencen blev sendt direkte fra Forum Horsens i Horsens lørdag den 12. februar 2005. Værterne var Birthe Kjær og Jarl Friis Mikkelsen. Det blev underholdt med tilbageblik på Dansk Melodi Grand Prixs historie. Derudover blev et langt kys fra den historiske Melodi Grand Prix-sang "Skibet skal sejle i nat" gengivet af dette års værter.

## Deltagere
| #   | Artist          | Sang                            | Musik / tekst                                   | Point | Placering |
| --- | --------------- | ------------------------------- | ----------------------------------------------- | ----- | --------- |
| 1.  | Chi Hua Hua     | "Uhh La La La"                  | Søren Poppe, Jan Lysdahl                        | –     | –         |
| 2.  | Luna Park       | "I Believe in Love"             | Jascha Richter                                  | 16    | 3         |
| 3.  | Tamra Rosanes   | "Peace, Understanding and Love" | Tamra Rosanes                                   | 8     | 5         |
| 4.  | Kandis          | "Lonnie fra Berlin"             | Johnny Hansen                                   | –     | –         |
| 5.  | Brødrene Olsen  | "Little Yellow Radio"           | Jørgen Olsen / Jørgen Olsen, Niels Olsen        | 52    | 2         |
| 6.  | Kim Schwartz    | "En smule af dig"               | Dennis Dehnhardt                                | –     | –         |
| 7.  | Ditlev Ulriksen | "Troublesome"                   | Morten Remar, Ditlev Ulriksen                   | –     | –         |
| 8.  | Jakob Sveistrup | "Tænder på dig"                 | Jacob Launbjerg, Andreas Mørck                  | 58    | 1         |
| 9.  | Sweethearts     | "I Must Be Crazy"               | Martin Brygmann / Pernille Højmark, Kim Kidholm | –     | –         |
| 10. | Marie Keis Uhre | "Make a Wish"                   | Gry Trampedach / Jesper Hofmann                 | 16    | 3         |